# Valerija Ganitjeva
Valerija Vadimovna Ganitjeva (russisk: Валерия Вадимовна Ганичева ; født 28. december 1996 i Volgograd, Rusland) er en kvindelig russisk håndboldspiller som spiller for Zvezda Zvenigorod og Ruslands kvindehåndboldlandshold.